# 1991 RE7
1991 RE7 är en asteroid i huvudbältet som upptäcktes den 2 september 1991 av den australiensiske astronomen Robert H. McNaught vid Siding Spring-observatoriet.
Asteroiden har en diameter på ungefär 18 kilometer.